# Matthias Albert Haberdorph
Matthias Albert Haberdorph (født 1698 i København, død 22. juli 1762 i Kristiania) var en dansk præst.
Haberdorph deponerede fra Frederiksborg 1717, tog attestats 1723 og prædikede til dimis 1724, men fik et testimonium fra Hans Gram så slet, som det var muligt. Det kan derfor være rimeligt, at han har ført et vildt studenterliv, og at et ar, han bar til sin dødsdag, hidrørte fra en duel. Han
gik ubefordret til 1730, da han ved en ansøgning på vers erholdt konrektoratet i Bergen og fik præsteembedet ved Hospitalet forenetdermed. I 1741 blev han residerende kapellan til Domkirken, 1747 sognepræst til Nykirken og 1749 konsistorialråd samt 1755 ekstraordinær teologiskprofessor. I 1759 blev han stiftsprovst i Kristiania, i hvilket embede han døde pludselig 1762. 
Haberdorph banede sig vej til embede ved giftermål (1730) med Maria Laurentia Müller (1708–1766), datter af magister Ditlev Müller, sognepræst til Birkerød, hvis broder, Marcus Müller, var biskop i Bergen. Han slog sig til pietisterne, men det var ikke af fromhed, da han i alle sine embeder i Bergen og Kristiania lå i uafbrudt strid med overordnede, embedsbrødre og menighederne, der måtte lide meget under hans idelige misbrug af sin myndighed. Gentagne gange fik han skarpe irettesættelser fra Generalkirkeinspektionen og biskopperne, men de havde ingen virkning, – måske fordi han havde mægtige velyndere. Han siger således i et digt over grevinde Holstein, at han havde været gæst ved hendes bord. 
Han skal have været en begavet taler og fik 1747 et meget anbefalende vidnesbyrd for dygtighed af biskop Bornemann. Pietismen synes han at have holdt fast ved til det sidste, og endnu året før sin død ansøgte han om, at Pontoppidans Salmebog måtte indføres til almindelig brug i rigerne – eller dog i det mindste i hans provsti. Medens han efter sin sidste biskops erklæring "hel forargeligen forsømte sit Embede", vidste han altid at passe sine indtægter, så han ved sin død efterlod den betydelige formue 20 000 rigsdaler. Hans liv og gerning er et af de tristeste billeder fra pietismens dage. Hans navn er forsvundet, men en ikke liden efterslægt efter ham lever i Norge. Den bekendte oberst L.F. Brock var hans dattersøn.